# Héctor Timerman

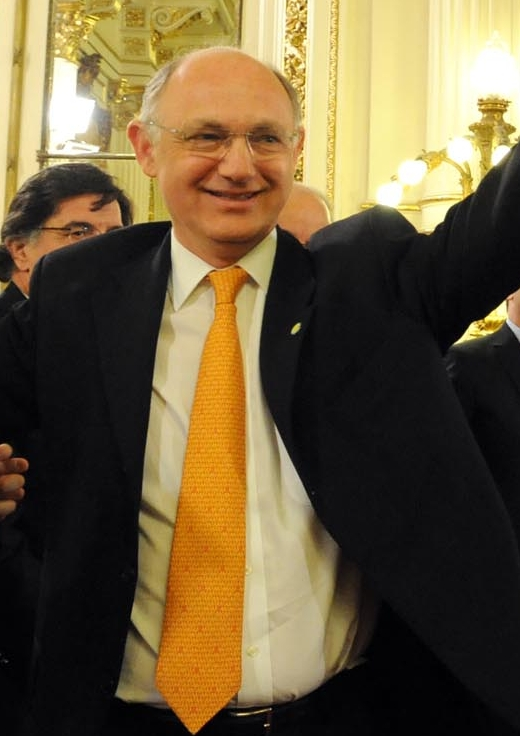
Héctor Timerman

Héctor M. Timerman (* 16. Dezember 1953 in Buenos Aires; † 30. Dezember 2018 ebenda) war ein argentinischer Politiker, Journalist und Außenminister in der Regierung von Cristina Fernández de Kirchner.

## Werdegang
Timermans Vater war der argentinisch-jüdische Verleger Jacobo Timerman und seine Mutter Risha Timerman, geborene Mindlin. Als Journalist war Héctor Timerman für die Zeitung La Tarde tätig. Als sein Vater im April 1977 entführt wurde, setzte er sich als Menschenrechtsaktivist ein und musste während der Diktatur in Argentinien in die Vereinigten Staaten fliehen. Timerman lebte in New York. An der Columbia University studierte Timerman Internationale Beziehungen, wo er 1981 mit einem Master abschloss. Er schrieb Kolumnen für Zeitungen und Magazine wie die New York Times, die Los Angeles Times, Newsweek und The Nation und war einer der Gründer der Organisation Americas Watch.
1989 kehrte Timerman nach Argentinien zurück und gründete die beiden Nachrichtenmagazine Tres Puntos und Debate. Regelmäßig schrieb er auch für Noticias und Ámbito Financiero. Des Weiteren war er als Gastgeber der Fernsehsendung Diálogos con Opinión tätig. Politisch unterstützte er zunächst die Abgeordnete Elisa Carrió und wurde dann Anhänger von Néstor Kirchner. Im Juli 2004 wurde Timerman zum Generalkonsul in New York City ernannt und im Dezember 2007 wurde er als Nachfolger von José Octavio Bordón argentinischer Botschafter in den Vereinigten Staaten. Von 2010 bis 2015 war Timerman als Nachfolger von Jorge Taiana im Regierungskabinett von Cristina Fernández de Kirchner Außenminister von Argentinien.
Timerman wurde Ende 2017 unter dem Vorwurf verhaftet, die iranische Beteiligung an dem AMIA-Bombenanschlag von 1994 zu vertuschen, bei dem 85 Menschen starben. Er starb am 30. Dezember 2018 im Gefängnis an Krebs.

## Sonstiges
Timerman war mit der Architektin Anabella Selecki verheiratet und hatte mit ihr zwei Kinder.